# Новый Милятин
Но́вый Миля́тин (укр. Новий Милятин) — село в Бусской городской общине Золочевского района Львовской области Украины.
Население по переписи 2001 года составляло 590 человек. Занимает площадь 0,936 км². Почтовый индекс — 80540. Телефонный код — 3264.

## Галерея

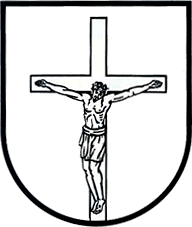
Герб села
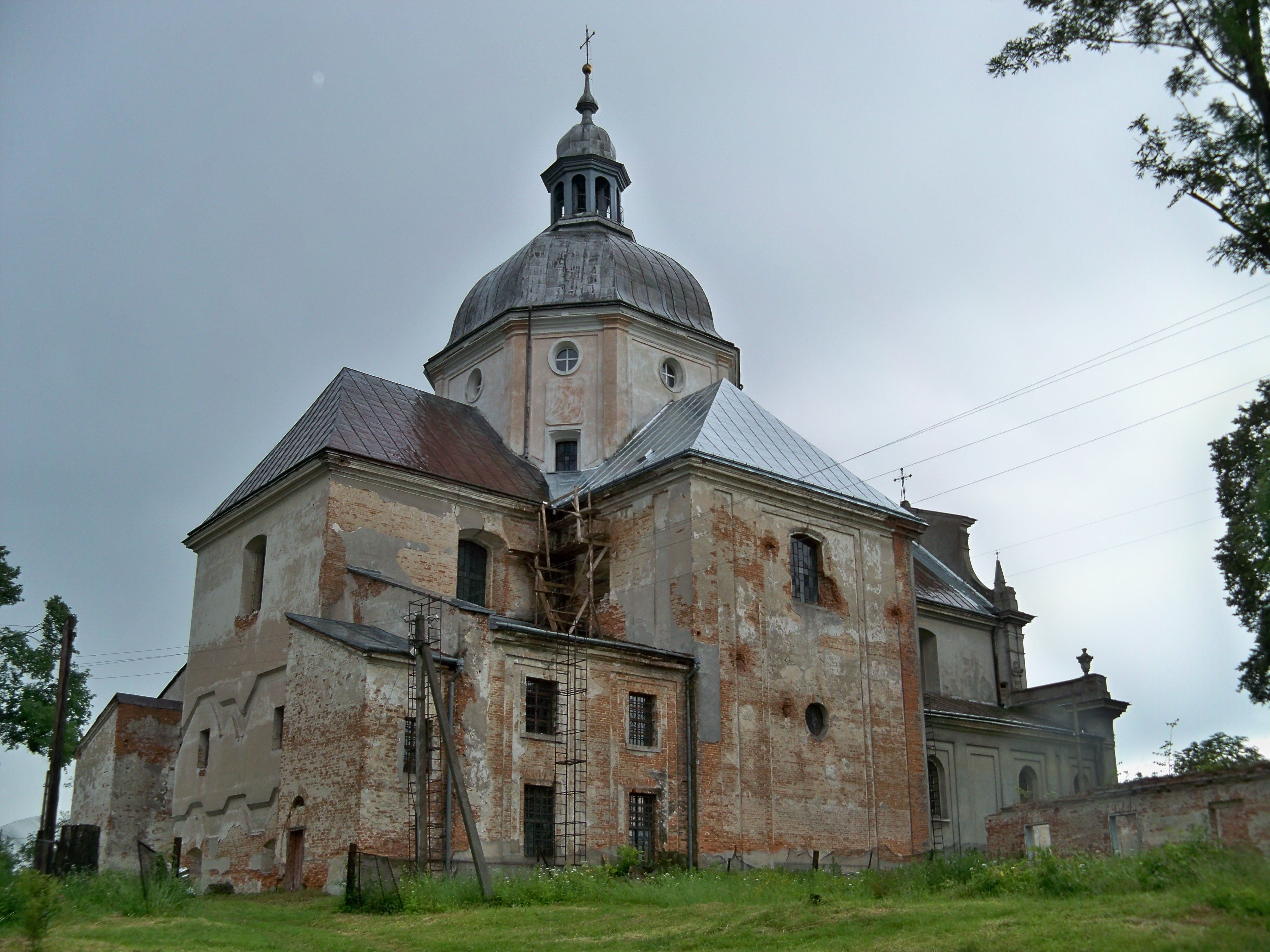
Крестовоздвиженская церковь
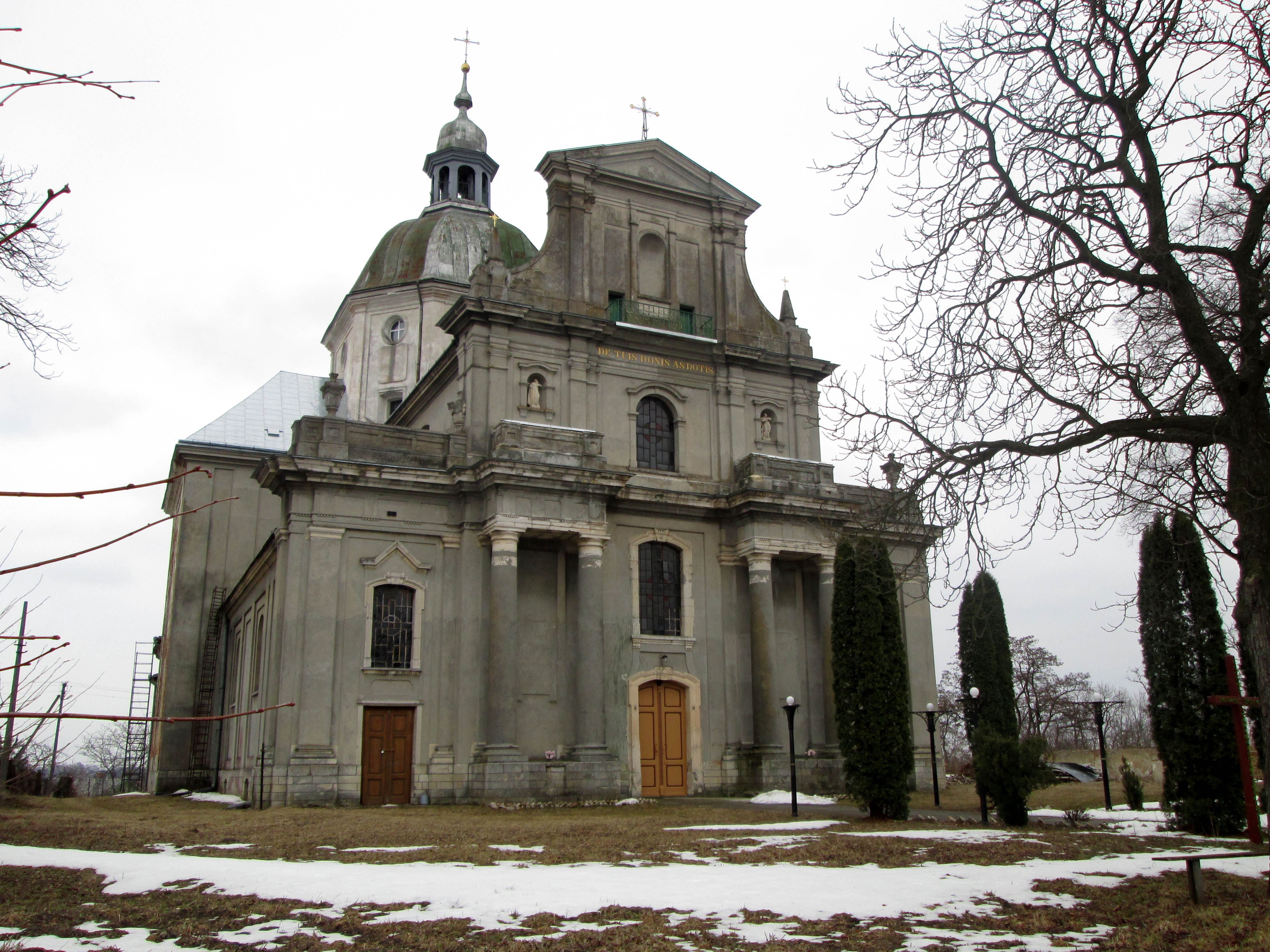
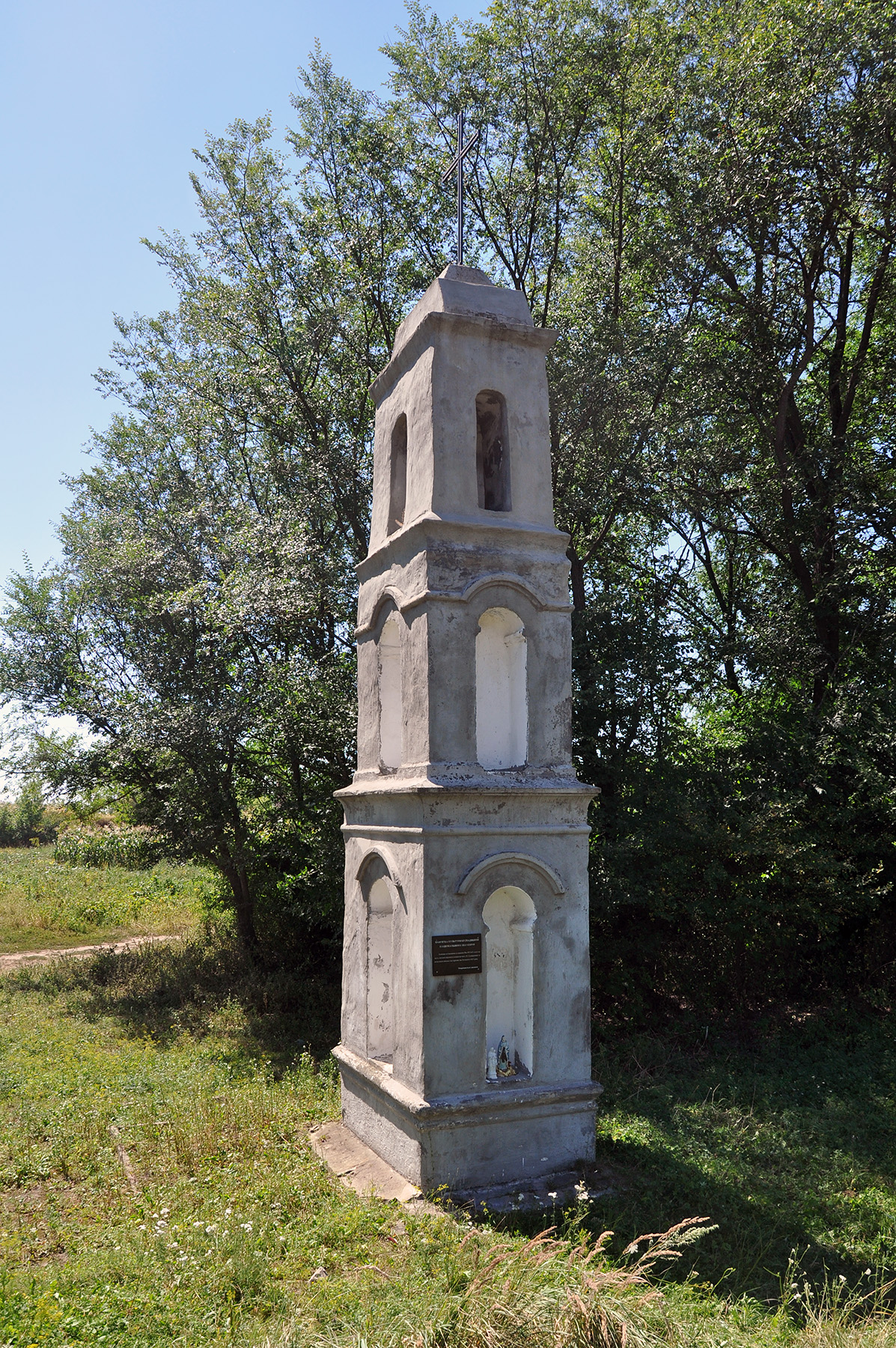
Часовня